# Ljetna univerzijada 2011.
XXVI. Ljetna univerzijada održana je u kineskom gradu Shenzhenu od 12. do 23. kolovoza 2011. godine.
Domaćinstvo je dodijeljeno Shenzhenu 16. siječnja 2007. Konkurenti su mu bili ruski Kazanj, tajvanski Kaisiung, španjolska Murcia i poljski Poznanj. Pripreme su koštale otprilike 180 milijardi renminbija, a taj novac uglavnom je utrošen na izgradnju metroa, zgrada i novog stadiona kapaciteta 60 000 mjesta. Najviše odličja osvojio je domaćin Kina (75 zlata, 39 srebara i 31 bronca; ukupno 145 odličja). Hrvatska je osvojila samo jedno i to zlatno odličje.

## Športovi
- skokovi u vodu
- vaterpolo
- plivanje
- streličarstvo
- atletika
- badminton
- košarka
- odbojka na pijesku
- šah
- biciklizam
- mačevanje
- nogomet
- aerobik
- športska gimnastika
- ritmička gimnastika
- golf
- džudo
- jedrenje
- streljaštvo
- stolni tenis
- taekwondo
- tenis
- odbojka
- dizanje utega